# Chiloglottis pescottiana
Chiloglottis pescottiana är en orkidéart som beskrevs av Richard Sanders Rogers. Chiloglottis pescottiana ingår i släktet Chiloglottis och familjen orkidéer. Inga underarter finns listade i Catalogue of Life.